# Biodiversity Heritage Library
La Biodiversity Heritage Library (BHL) és un consorci de biblioteques dels museus d'història natural, de biblioteques botàniques i institucions de recerca del Regne Unit i els Estats Units, que va néixer el 2005, per tal de digitalitzar i fer accessible la literatura sobre el patrimoni de la biodiversitat disponible a les seves col·leccions i per aconseguir l'accés obert i l'ús responsable com a part d'un fons mundial de "béns comuns de la biodiversitat".

## Història
Al maig de 2005, representants d'algunes de les més importants biblioteques d'història natural i botàniques es van reunir al Museu Nacional d'Història Natural dels Estats Units, gestionat per la Smithsonian Institution, a Washington DC. El principal objectiu va ser el de desenvolupar una estratègia i un pla operatiu per començar a digitalitzar tota la literatura sobre la biodiversitat disponible en aquestes institucions i fer-la accessible al públic, tal com assenyalaven les recomanacions d'alguns científics destacats sobre aquesta qüestió.
Dos anys més tard, els directors de les biblioteques del Museu Nacional d'Història Natural, les biblioteques botàniques de la Harvard University, la Biblioteca del Museum of Comparative Zoology Ernst Mayr, el Missouri Botanical Garden, el Museu d'Història Natural de Londres, el Jardí botànic de Nova York, el Royal Botanic Gardens of Kew, el Field Museum of Natural History, la Biblioteca de la Marine Biological Laboratory/Woods Hole Oceanographic Institution i les biblioteques de la Smithsonian Institution es van posar d'acord per crear la Biodiversity Heritage Library (BHL). La Smithsonian Institution es va convertir en la seu i el seu primer director va ser Thomas Garnett.
Les biblioteques de deu membres BHL disposaven de 2 milions de volums de publicacions sobre biodiversitat recol·lectats durant més de 200 anys, una part molt important dels coneixements publicats sobre la diversitat biològica a tot el món.
A data de 2011, la Biodiversity Heritage Library (BHL) s'havia convertit ja en un gran arxiu digital de la literatura del patrimoni biològic, comprenent més de 31 milions de pàgines escanejades de llibres, monografies i revistes sobre aquestes disciplines.
En 2010, la BHL va rebre la medalla John Thackray de la Society for the History of Natural History.
L'abril de 2025 es va fer públic que la Smithsonian Institution deixaria d'ocupar-se de la gestió administrativa del consorci a partir del primer de gener de 2026.

## Composició
Els membres que formen part de la Biodiversity Heritage Library (BHL) són els següents:
- Museu Nacional d'Història Natural (Nova York, Nova York (estat)
- Comisión Nacional para el Conocimiento y Uso de la Biodiversidad (CONABIO) (Ciutat de Mèxic, Mèxic)
- Cornell University Library (Ithaca, Nova York (estat))
- Biblioteca del Field Museum of Natural History (Chicago, Illinois)
- Biblioteques botàniques de la Harvard University (Cambridge, Massachusetts)
- Biblioteca del Museum of Comparative Zoology Ernst Mayr (Cambridge, Massachusetts)
- Biblioteca del Congrés dels Estats Units (Library of Congress) (Washington D.C.)
- The LuEsther T. Mertz Library, Jardí botànic de Nova York (Bronx, Nova York)
- Marine Biological Laboratory & Woods Hole Oceanographic Institution Library (Woods Hole, Massachusetts)
- Biblioteca Peter H. Raven del Missouri Botanical Garden St. Louis, Minnesota)
- National Library Board (Singapur,)
- Biblioteca del Museu d'Història Natural de Londres (Londres, UK)
- Biblioteca del Reial Jardí Botànic de Kew (Richmond upon Thames, UK)
- Biblioteques de la Smithsonian Institution (Washington D.C.)
- Biblioteques del United States Geological Survey (Reston, Virgínia)
- University Library, University of Illinois Urbana-Champaign (Champaign-Urbana Illinois)